# Новосильцев, Юрий Александрович
Юрий Александрович Новосильцев (1853—1920) — русский политический и общественный деятель из рода Новосильцевых. Предводитель дворянства Темниковского уезда.

## Биография
Родился 11 (23) августа 1853 года в семье Александра Владимировича Новосильцева (1822—1884) в имении Себино Епифанского уезда Тульской губернии; мать — Елизавета Матвеевна (1822 — после 1866), дочь Матвея Матвеевича Муромцева. Крещён был 26 августа в церкви села Хованщина священником Николаем Спасским.
Отец был близким другом Апполона Григорьева и Афанасия Фета; вёл переписку с князем В. А. Черкасским, вместе с которым в 1858 году написал «Проект освобождения крестьян»; был страстным коллекционером, собирал гравюры и эстампы. Долго жил за границей: в Париже, потом в Германии. В сентябре 1864 года во время пребывания в России, в имении, с ним случился апоплексический удар, результатом которого стал паралич руки и ноги. В октябре 1866 года вместе с сыном Юрием он окончательно вернулся в Россию (жена с дочерью Евдокией осталась за границей); жил в Москве у своих сестёр, которые занимались воспитанием своего племянника, который в 1874 году окончил юридический факультет Московского университета со степенью кандидата. 
Начал службу кандидатом на судебные должности при прокуратуре Московского окружного суда. Уже в 1876 году вышел в отставку с чином коллежского секретаря. Однако в марте 1877 года вернулся на службу — чиновником канцелярии московского губернатора. С начала русско-турецкой войны 1877—1878 годов состоял в распоряжении главного уполномоченного Общества попечения о раненых и больных воинах князя Черкасского: «на все время действия общества по оказанию помощи санитарному делу армии». Находился в действующей армии под Плевной и получил орден Св. Владимира 4-й степени. После окончания военных действий на Балканах вышел в отставку.
В 1883 году был избран почётным мировым судьёй Темниковского судебного округа, в 1888 году — председателем съезда мировых судей. В течение 1880 — 1890-х годов он неоднократно избирался гласным уездного и губернского земского собрания; в 1887—1906 годах неоднократно избирался предводителем дворянства Темниковского уезда.
В декабре 1901 года был произведён в действительные статские советники.  В доме Новосильцева в Москве (Большая Никитская д. 52) проходили собрания кадетской партии, там читал лекции для публики П. Н. Милюков. Будучи активным деятелем кадетской партии, Ю. А. Новосильцев 6 июня 1905 года в составе депутации от земства и городов был принят императором Николаем II в Петергофе. Депутация обратилась с  ходатайством о необходимости установления народного представительства.
Во владении супругов Новосильцевых находились: 450 десятин земли в Епифанском уезде Тульской губернии («родовое имение мужа»), 2980 десятин в Чистопольском уезде Казанской губернии (в общем владении с В. М. Мироновой). За женой числилось более 7500 десятин земли. 
После революции, в 1918 году семья Новосильцевых выехала из Москвы на Кавказ, потом в Сочи, где (по воспоминаниям его дочери Марии) Юрий Александрович Новосильцев умер от рака в 1920 году.
Кроме ордена Св. Владимира 4-й степени за военные заслуги, он был награждён орденами Св Станислава 2-й степени (1890), Св. Анны 2-й степени (1893) Св. Владимира 3-й степени(1897).

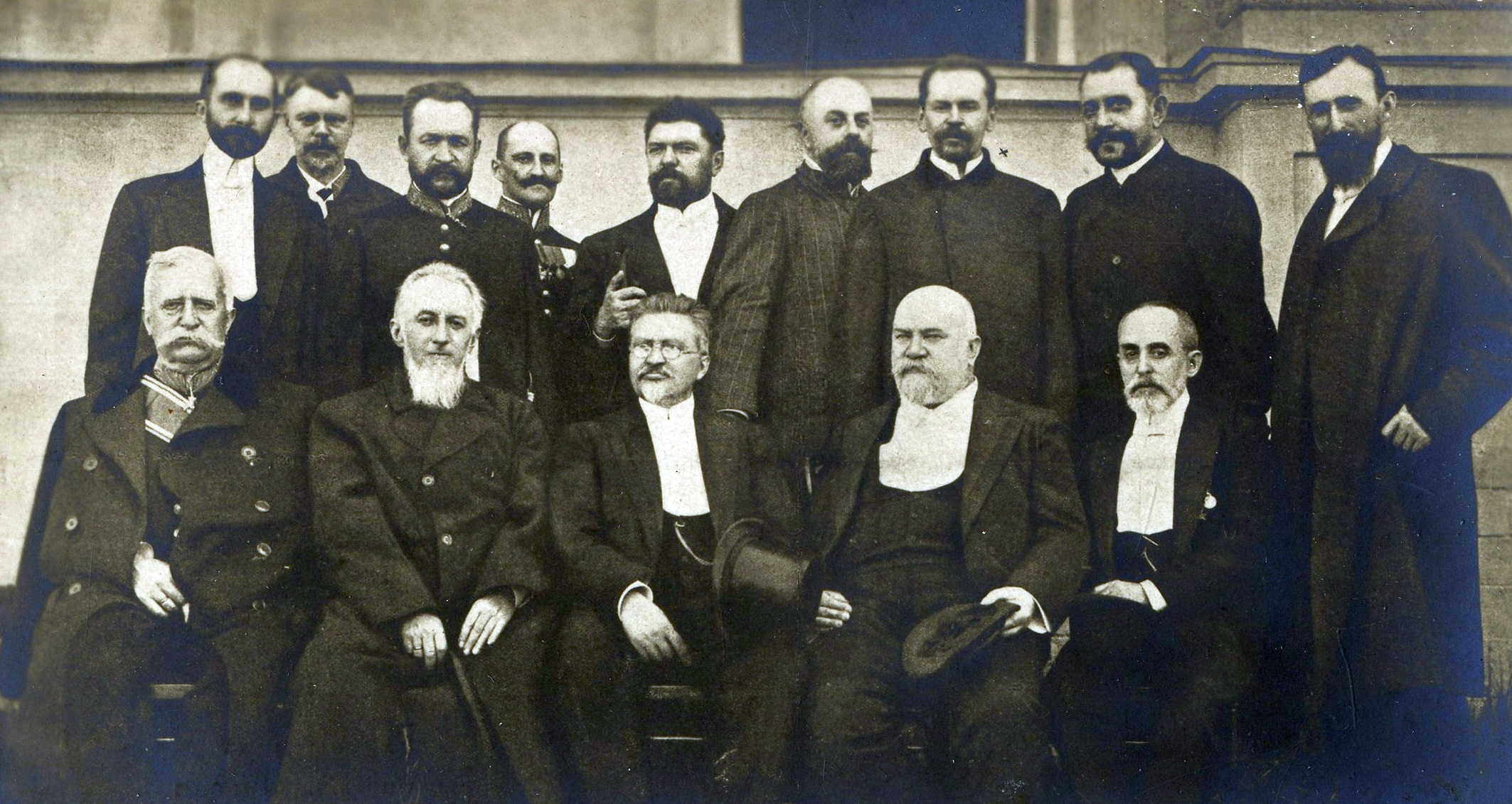
Земские и городские деятели, представившие императору ходатайство о народном представительстве (1905). Ю. А. Новосильцев — второй в верхнем ряду справа.
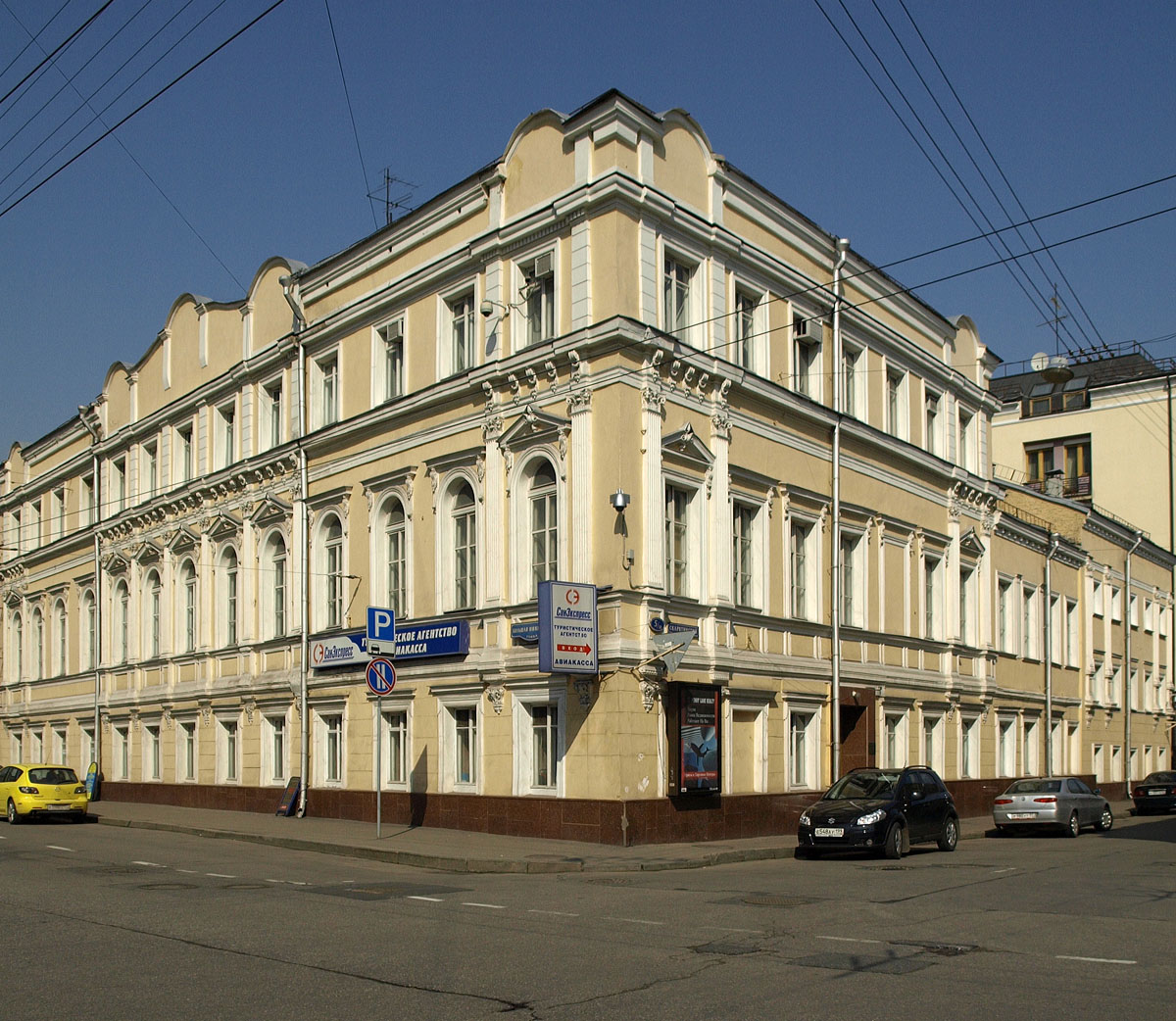
Щербатовский дом: Большая Никитская, 52
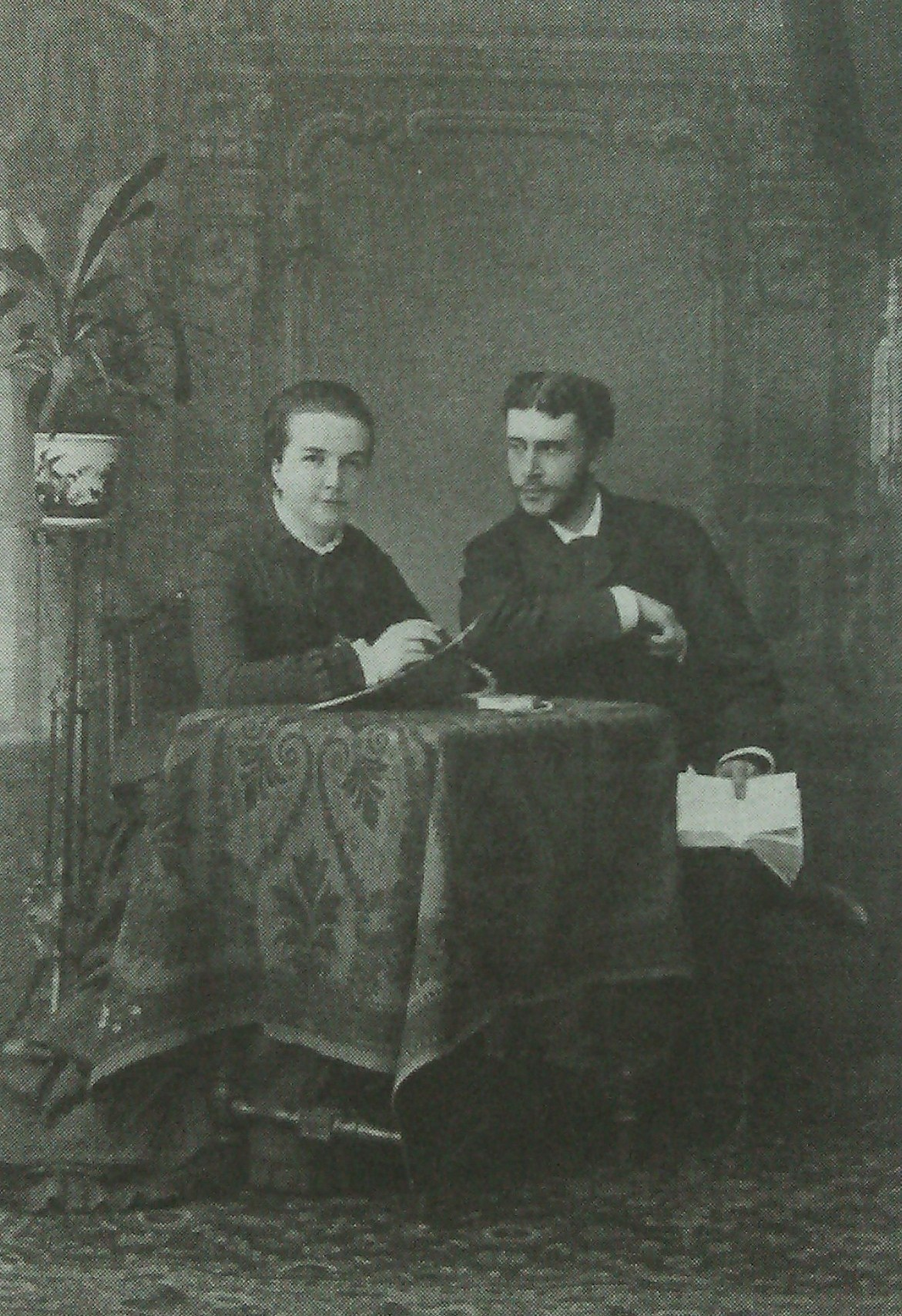
Юрий Новосильцев с супругой

## Семья
Жена (с 12 июля 1881 года) — княжна Мария Александровна Щербатова (10.05.1859—30.07.1930), вторая дочь князя Александра Алексеевича Щербатова. Венчание было в московской церкви Св. Георгия на Малой Никитской улице. Жили супруги в Щербатовском доме в Москве (Большая Никитская улица, д. 52) или в родовом имении Марии Александровны Кочемирово в Темниковском уезде Тамбовской губернии. 
Мария Новосильцева способствовала становлению такого художественного промысла, как кадомский вениз. Занималась благотворительностью и состояла попечительницей Пресненского отделения Дамского попечительства о бедных в Москве. Входила в комитет великой княгини Елизаветы Фёдоровны по оказанию помощи семьям лиц, призванных на войну. После революции ей удалось эмигрировать во Францию. Умерла она в городе Дрё, похоронена на кладбище в Кламаре. У Новосильцевых было 5 детей:
- Мария Юрьевна (17 мая 1882—23 января 1975), основательница Кадомской кружевной школы, с 1906 года жена Николая Николаевича Авинова (1881-1937)[3].
- Екатерина Юрьевна (28 августа 1883—16 ноября 1931), муж И. П. Демидов.
- Александр Юрьевич (1884—1918), умер от тифа.
- Юрий (Георгий) Юрьевич (24 марта 1887—1921), женат на Любови Дмитриевне Даниловой, дочери Д. Д. Свербеева.
- Софья Юрьевна (1889—1975), муж Аркадий Григорьевич Щербаков.